# Декан на Светия съвет
Декан на Светия съвет или Декан на Колегията на кардиналите (на латински: Decanus Sacrum Cardinalium Collegium) - главата на Колегията на кардиналите в Римо-католическата църква. Деканът съгласно каноническото право възглавява колегия, но няма властта да управлява другите кардинали и се счита за „пръв сред равни“ (на латински: primi inter pares). За декана на светия съвет няма установена възрастова граница за заемане на поста (за разлика от другите постове във Ватикан, където е прието при достигане на 75-годишна възраст съответния кардинал да се оттегли). От момента на избирането си деканът е задължен да живее в Рим.

## Задължения
- официално съобщава на дипломатите от чужбина за смъртта на папата;
- през периода на Sede vacante събира кардиналите на конклав;
- ръководи процедурата по избиране;
- след като един от кандидатите получи 2/3 от гласовете го пита дали е съгласен да стане папа и какво име избира;
- ако избраният папа не е епископ, деканът го посвещава в епископски сан.

В случаите, в които деканът е на над 80 години и няма право да участва в конклав (или е неспособен поради някаква друга причина), неговата функция се изпълнява от заместник – Вицедекан на колегията. Акои той не може, назначеният за кардинал от най-много време поема задълженията на декан